# Federația Română de Golf
Federația Română de Golf (FRG), cunoscută și cu numele de FRGolf este organismul de conducere a golfului din România. Înființată în anul 2004, este membră a Comitetului Olimpic Român (COSR), a Asociației Europene de Golf (EGA) din 2005 și a Federației Internaționale de Golf (IGF) din 2008.

## Istoric

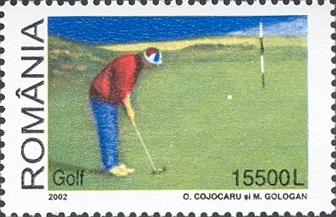
Timbru poștal comemorativ

Prima lovitură de golf pe un teren din România îi aparține Regelui Ferdinand I. Aceasta a fost executată în 1929, cu ocazia inaugurării Country Club, actualul Club Diplomatic.
Istoria golfului romanesc este strâns legata de numele lui Paul Tomiță, primul jucător profesionist de golf original din Romania. Paul Tomiță s-a născut la 12 iunie 1914, în localitatea Pianu de Jos. Acesta, cu pasiunea golfului încă din copilărie, se angajează ca copil de mingi și ca învățăcel al profesorului francez J.B Lammaison care preda golful în cadrul cercului diplomatic Country Club. Va deveni asistentul lui J.T Baker în 1932, iar în 1937, Asociația Profesioniștilor de Golf de la Londra (în engleză Professional Golfers' Assosiation) îi acordă titlu de profesor. Va deveni profesor oficial al Casei Regale, având elevi celebri precum regii Carol II, Mihai I și Regina Maria, dar și membri a marilor familii Contacuzino, Ghica, Brâncoveanu, Știrbei, Bibescu, sau premierii comuniști Petru Groza și Ion Gheorghe Maurer. A participat la șase Campionate Mondiale de golf și la doua turnee Open, sponsorizat de firma Dunhill.
La data de 20 februarie 1995 se naște Clubul de Golf Profesor „Paul Tomiță”, ce a participat la înființarea Federației Române de Golf, la data de 22 septembrie 2004. 
Potrivit Institutul Național de Statistică, în 2019, erau legitimați la FRG, 113 de sportivi, 10 instructori și 8 arbitri.

## Vezi și
- Sportul în România